# Polizeipräsidium Köln

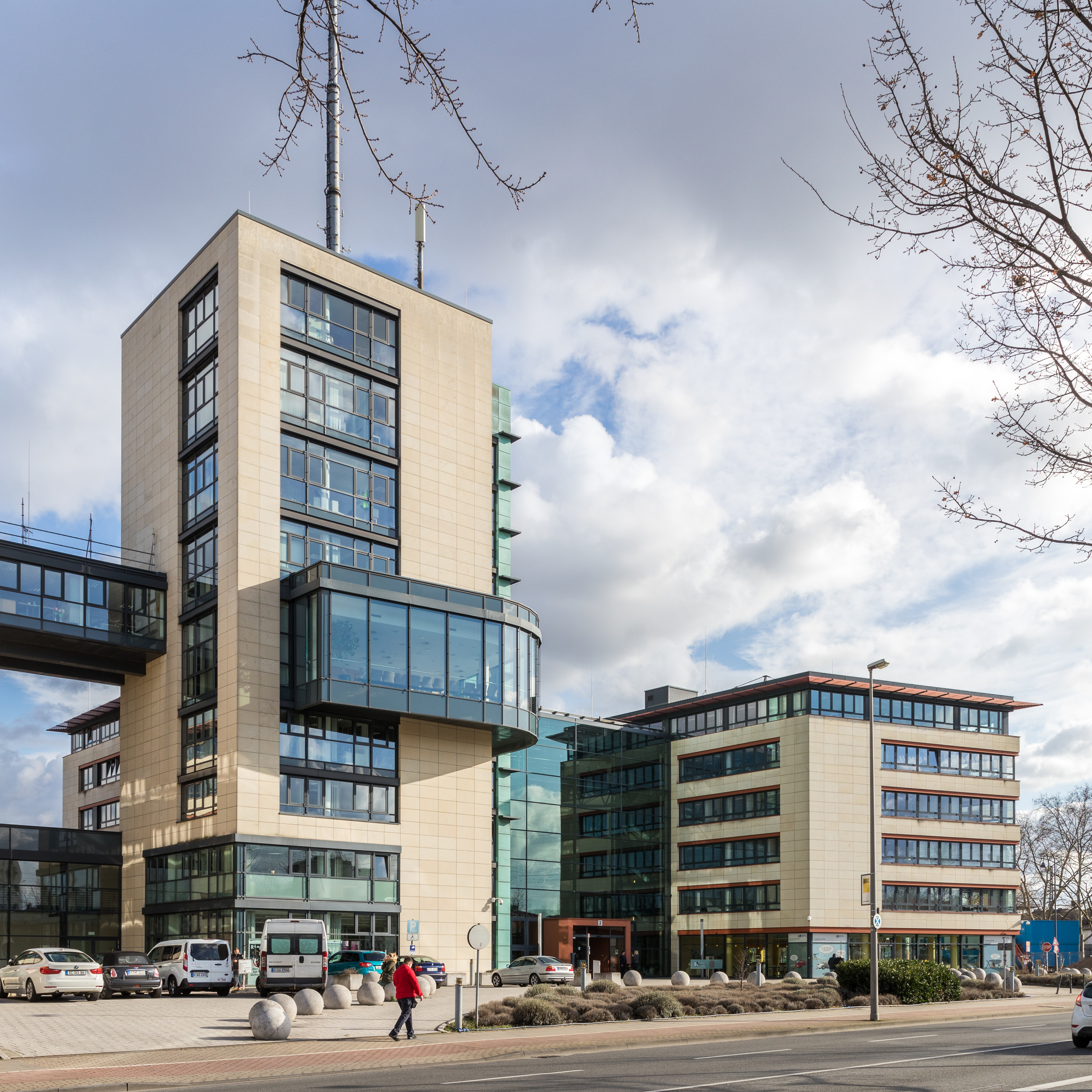
Polizeipräsidium Köln im Kölner Stadtteil Kalk, 2020

Das Polizeipräsidium Köln (PP Köln) ist eine Kreispolizeibehörde der Polizei Nordrhein-Westfalen, die räumlich für die Städte Köln und Leverkusen sowie alle Autobahnen im Regierungsbezirk Köln zuständig ist. Der Sitz befindet sich am Walter-Pauli-Ring 2–6 in Köln-Kalk auf dem umgestalteten Gelände der CFK.
Dem Präsidium und den nachgeordneten Dienststellen gehören mehr als 5000 Mitarbeiter an.

## Polizeiwachen
Die Polizeiwachen der Polizei Köln verteilen sich auf sieben Polizeiinspektionen (mit einer oder mehreren Polizeiwachen) und vier Autobahnpolizeiwachen.
- Polizeiinspektion 1 (Mitte)
  - Polizeiwache Stolkgasse
- Polizeiinspektion 2 (Südwest)
  - Polizeiwache Sülz
  - Polizeiwache Rodenkirchen
- Polizeiinspektion 3 (West) 
  - Polizeiwache Ehrenfeld
  - Polizeiwache Weiden
- Polizeiinspektion 4 (Nordwest)
  - Polizeiwache Chorweiler
  - Polizeiwache Nippes
- Polizeiinspektion 5 (Nordost)
  - Polizeiwache Mülheim
  - Polizeiwache Deutz
- Polizeiinspektion 6 (Südost)
  - Polizeiwache Kalk
  - Polizeiwache Porz
  - Polizeiwache Flughafen
- Polizeiinspektion 7 (Leverkusen) 
  - Polizeiwache Wiesdorf
  - Polizeiwache Opladen
- Autobahnpolizeiwache Sankt Augustin
- Autobahnpolizeiwache Broichweiden in Würselen
- Autobahnpolizeiwache Bensberg in Bergisch Gladbach
- Autobahnpolizeiwache Frechen

## Leitung
Polizeipräsidenten waren bzw. sind:
| von              | bis                | Polizeipräsident   | Anmerkungen                                            |
| ---------------- | ------------------ | ------------------ | ------------------------------------------------------ |
| 1999             | 30. September 2011 | Klaus Steffenhagen | Versetzung in den vorzeitigen Ruhestand                |
| September 2011   | 8. Januar 2016     | Wolfgang Albers    | Versetzung in den Einstweiligen Ruhestand              |
| 20. Januar 2016  | 12. Juli 2017      | Jürgen Mathies     | Wechsel in das NRW-Innenministerium als Staatssekretär |
| 12. Juli 2017    | 31. Januar 2022    | Uwe Jacob          | Versetzung in den Ruhestand                            |
| 20. April 2022   | 30. September 2023 | Falk Schnabel      | Wechsel als Polizeipräsident von Hamburg               |
| 4. Dezember 2023 |                    | Johannes Hermanns  |                                                        |